# WIPF1
WIPF1 (англ. WAS/WASL interacting protein family member 1) – білок, який кодується однойменним геном, розташованим у людей на короткому плечі 2-ї хромосоми.  Довжина поліпептидного ланцюга білка становить 503 амінокислот, а молекулярна маса — 51 258.
| 10         |  | 20         |  | 30         |  | 40         |  | 50         |
| ---------- |  | ---------- |  | ---------- |  | ---------- |  | ---------- |
| MPVPPPPAPP |  | PPPTFALANT |  | EKPTLNKTEQ |  | AGRNALLSDI |  | SKGKKLKKTV |
| TNDRSAPILD |  | KPKGAGAGGG |  | GGGFGGGGGF |  | GGGGGGGGGG |  | SFGGGGPPGL |
| GGLFQAGMPK |  | LRSTANRDND |  | SGGSRPPLLP |  | PGGRSTSAKP |  | FSPPSGPGRF |
| PVPSPGHRSG |  | PPEPQRNRMP |  | PPRPDVGSKP |  | DSIPPPVPST |  | PRPIQSSPHN |
| RGSPPVPGGP |  | RQPSPGPTPP |  | PFPGNRGTAL |  | GGGSIRQSPL |  | SSSSPFSNRP |
| PLPPTPSRAL |  | DDKPPPPPPP |  | VGNRPSIHRE |  | AVPPPPPQNN |  | KPPVPSTPRP |
| SASSQAPPPP |  | PPPSRPGPPP |  | LPPSSSGNDE |  | TPRLPQRNLS |  | LSSSTPPLPS |
| PGRSGPLPPP |  | PSERPPPPVR |  | DPPGRSGPLP |  | PPPPVSRNGS |  | TSRALPATPQ |
| LPSRSGVDSP |  | RSGPRPPLPP |  | DRPSAGAPPP |  | PPPSTSIRNG |  | FQDSPCEDEW |
| ESRFYFHPIS |  | DLPPPEPYVQ |  | TTKSYPSKLA |  | RNESRSGSNR |  | RERGAPPLPP |
| IPR        |  |            |  |            |  |            |  |            |

A: Аланін

C: Цистеїн

D: Аспарагінова кислота

E: Глутамінова кислота

F: Фенілаланін

G: Гліцин

H: Гістидин

I: Ізолейцин

K: Лізин

L: Лейцин

M: Метіонін

N: Аспарагін

P: Пролін

Q: Глутамін

R: Аргінін

S: Серин

T: Треонін

V: Валін

W: Триптофан

Кодований геном білок за функцією належить до фосфопротеїнів. 
Задіяний у таких біологічних процесах як поліморфізм, альтернативний сплайсинг. 
Білок має сайт для зв'язування з молекулою актину. 
Локалізований у цитоплазмі, цитоскелеті, клітинних відростках, цитоплазматичних везикулах.